# 若い男の肖像 (ペルジーノ)
『若い男の肖像』（わかいおとこのしょうぞう、伊: Ritratto di giovane, 英: Portrait of a Boy）は、盛期ルネサンスのイタリアの巨匠ピエトロ・ペルジーノが1480年ごろに制作した肖像画である。油彩。以前はフィレンツェの人文主義者・詩人・外交官であるアレッサンドロ・ブラッチェッシ（Alessandro Braccesi）を描いた作品とされていたが、この点については否定されている。現在はフィレンツェのウフィツィ美術館に所蔵されている。

## 人物
アレッサンドロ・ブラッチェッシは1445年にフィレンツェの裕福ではない貴族の家庭に生まれた。公証人の職に就き、のちにシニョリーア付き公証人になっている。1470年以降、ブラッチェッシはイタリア語とラテン語で詩作し、1477年に3巻の詩集としてまとめた。彼はそのうち第1巻を商人フランチェスコ・サッセッティ（Francesco Sassetti）に、第2巻と第3巻をロレンツォ・デ・メディチをはじめフィレンツェの有力者に捧げた。ブラッチェッシは後に3巻の詩集を再編し、若いウルビーノ公爵グイドバルド・ダ・モンテフェルトロに捧げている。1480年代になるとブラッチェッシはより高いキャリアを得、1497年にはフィレンツェの外交官としてピサの返還についてローマ教皇アレクサンデル6世との交渉役に選ばれた。1503年にローマで死去。

## 作品
描かれた若い男は大きな瞳と唇、長い髪を持ち、頭に帽子をかぶり、同じ色のハイネックのチュニックを着ている。男は顔をやや左側に傾けており、憂いのある雰囲気を与えながら、鑑賞者の側に視線を向けている。ペルジーノの作品としては珍しく背景は描かれていない。板絵の裏側には描かれた人物がアレッサンドロ・ブラッチェッシであると記されていた。この銘文は現在ではほとんど擦り切れて判読できなくなっている。しかし描かれた人物が20代かあるいは少年のような幼い外見をした若い男であるのに対して、1445年生まれのブラッチェッシは肖像画が描かれた当時30代から40代であったはずであり、歴史的な情報との不一致により、ブラッチェッシとする特定は否定されている。ただしブラッチェッシはペルジーノと親しい間柄であった可能性がある。彼はフィレンツェのピンティ通り（Via de' Pinti）に家を購入したが、近隣にはペルジーノや建築家ジュリアーノ・ダ・サンガッロ、アントニオ・ダ・サンガッロ・イル・ジョヴァネが住んでいた。ブラッチェッシには1483年に生まれたコルネーリオと1486年に生まれたフィリッポの2人の息子がおり、2人の息子のうちの1人（おそらく長子のコルネーリオ）の肖像画を依頼したと考えられる。
帰属については伝統的にロレンツォ・ディ・クレディ、ティモテオ・ヴィティ、ヤーコポ・フランチャ、ラファエロ・サンツィオの作品とされてきたが、1890年に美術史家ジョヴァンニ・モレッリが『イタリアの画家』（Italian Painters）でペルジーノに帰属して以来、ほとんど疑問視されていない。

## 来歴
1800年にピッティ宮殿からウフィツィ美術館に移された。1998年に修復された。

## 複製
本作品の複製がローマのボルゲーゼ美術館に所蔵されている。ペルジーノ以降、おそらく15世紀に制作された複製であり、かつてはティツィアーノ・ヴェチェッリオの作品と考えられたこともあった。その様式はかなり表層的であり硬直したやり方で模写している。

## ギャラリー
ペルジーノの肖像画

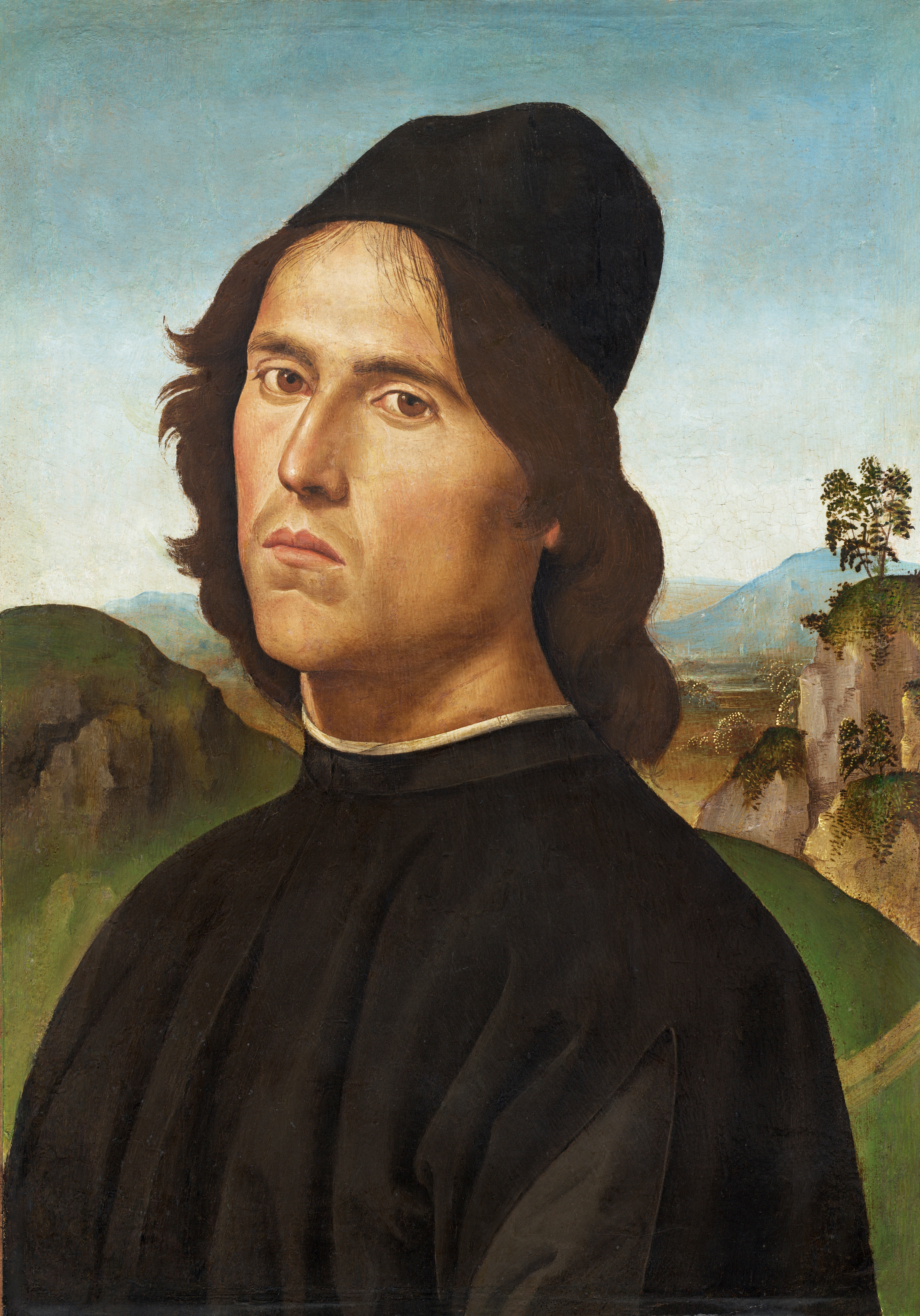
『ロレンツォ・ディ・クレディの肖像』1488年 ナショナル・ギャラリー・オブ・アート所蔵
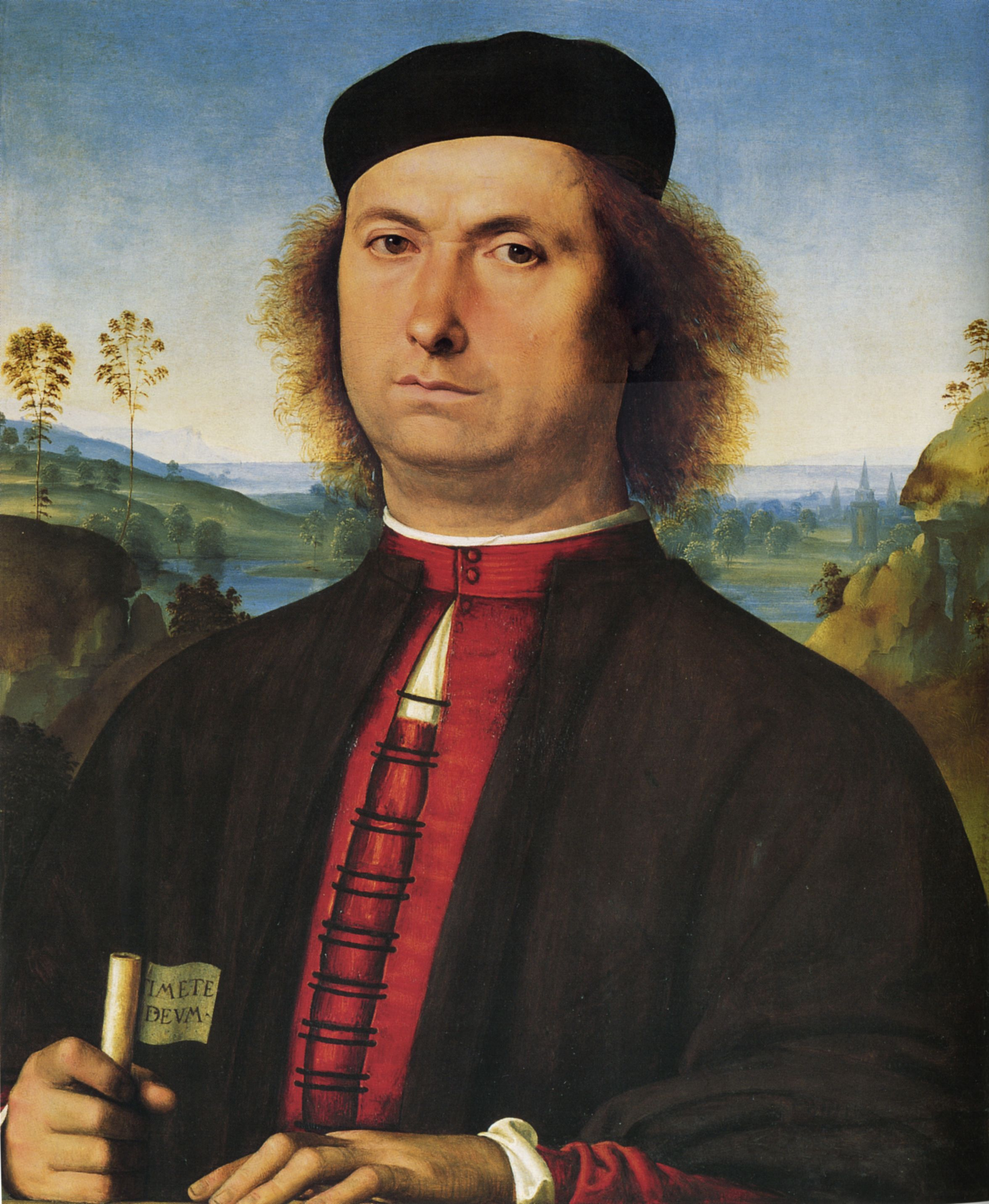
『フランチェスコ・デッレ・オペレの肖像』1494年 ウフィツィ美術館所蔵